# Airstream
Airstream je americká značka karavanů, kterou vyrábí firma Thor Industries. Vyznačuje se charakteristickým aerodynamickým tvarem a povrchem z leštěného hliníku.

## Historie
U zrodu Airstreamu stál výrobce obytných přívěsů z Los Angeles Wally Byam (1896–1962), který převzal typ Bowlus Road Chief vyvinutý designérem Hawley Bowlusem (1896–1967). Nový přívěs měl být dostatečně prostorný a zároveň natolik lehký, aby ho utáhl běžný automobil, nezvyklý tvar měl za úkol snížit odpor vzduchu a zvýšit stabilitu. V roce 1936 byl vyroben první model Airstream Clipper pro čtyři osoby, vybavený elektrickým osvětlením a nádrží na vodu. Byamova firma byla jediným výrobcem karavanů, který přečkal hospodářskou krizi, avšak v letech 1941–1948 musel výrobu přerušit kvůli nedostupnosti hliníku pro civilní účely. V roce 1952 byla otevřena továrna v Jackson Center ve státě Ohio. 
Období poválečné prosperity a zájem o aktivní trávení volného času přispělo k popularitě Airstreamu, který se stal jedním ze symbolů amerického životního stylu. V roce 1955 vzniklo sdružení fanoušků Wally Byam Caravan Club. 
Od roku 1979 se v tomto provedení začaly vyrábět také obytné vozy.
V roce 2016 se vyrobilo 72 přívěsů Airstream za týden.
NASA využívala Airstream k dopravě astronautů a jako karanténní stanici po návratu z vesmíru.

## Silver Bullet CCM

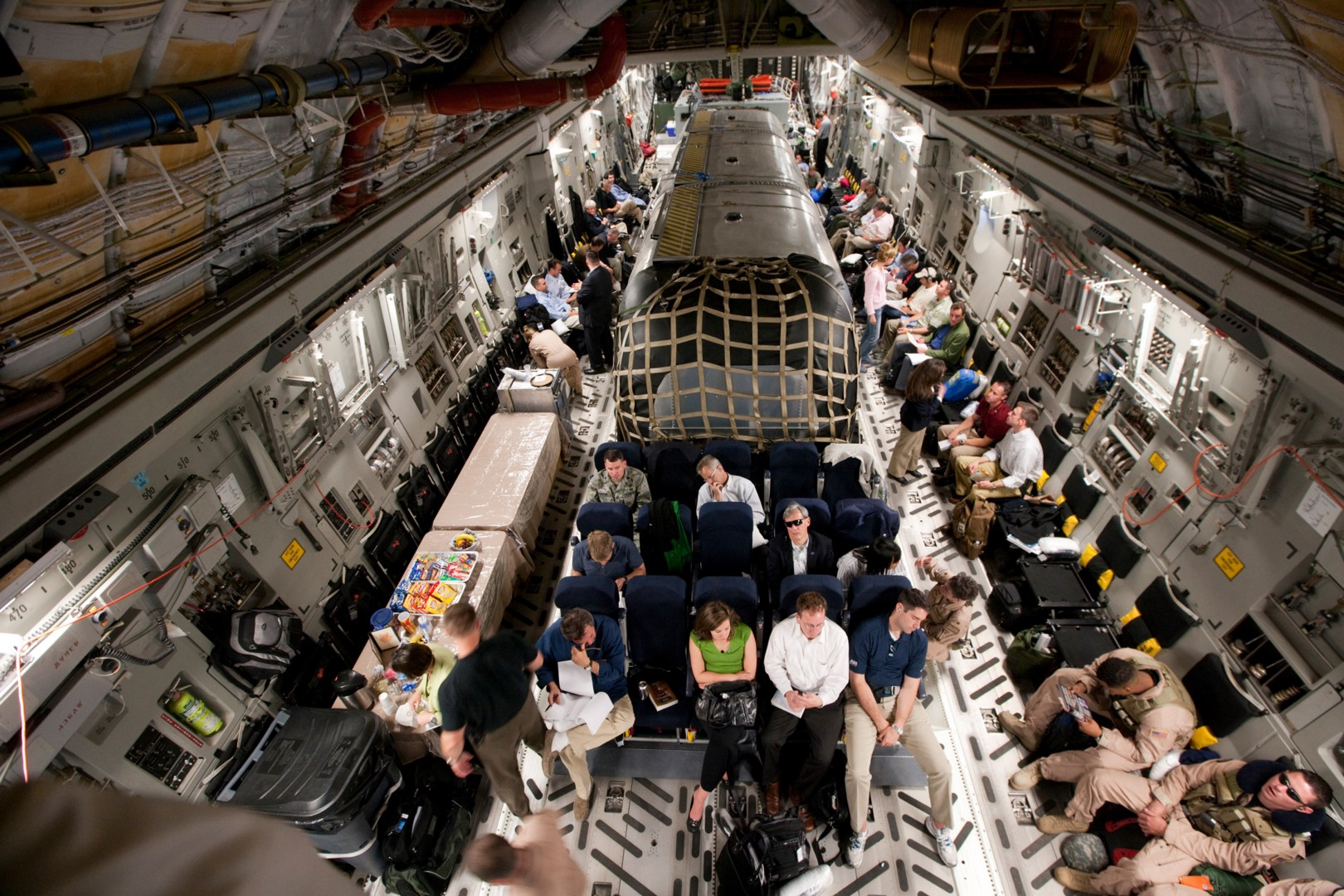
Silver Bullet Command and Control Module uložený na palubě transportního letounu C-17 Globemaster III

Od 90. let 20. století americké letectvo využívá dva moduly Silver Bullet Command and Control Module (CCM) vzniklé z upravených Airstreamů jako místa, kam se mohou uchýlit vysocí státní představitelé (viceprezidenti, ministři obrany) a VIP osoby (Robin Williams, Drew Carey aj.) během letu na palubě strategických transportních letounech C-17 Globemaster III. Modul jim poskytuje klidnější prostředí, soukromí pro jednání a prostředky pro zabezpečenou komunikaci. Roku 2000 však byl modul označen za nezpůsobilý k letu, neboť nebyl navržen v souladu s leteckými standardy. Teprve roku 2020 bylo povoleno byužívání modulu ve všech fázích letu s výjimkou vzletu a přistání, doplňování paliva a mírných turbulencí za letu. Zároveň byl roku 2019 zadán vývoj nového konferenčního modulu Roll-On Conference Capsule (ROCC), jehož dodávky byly naplánovány na rok 2025. ROCC bude certifikován jak pro C-17 Globemaster III, tak pro C-130 Hercules.